# Калакура Марія Михайлівна
Калакура Марія Михайлівна (нар. 17 вересня 1941, Горинець, Польща) — український фахівець у галузі технології харчування, кандидат технічних наук, професор, Лауреат Державної премії України в галузі науки і техніки.

## Життєпис
Народилася 17 вересня 1941 року в м. Горинець, Польща, у родині селян. У 1945 році за рішенням урядів Польщі і СРСР родину було переселено у Львівську область. Після переселення жила з бабусею та дідусем. Родину спочатку було поселено на хуторі, а потім в с. Єлиховичі Золочівського району. Після закінчення школи-семирічки вступила до технікуму громадського харчування м. Львова, де навчалася з 1955 по 1959 рік. 
У 1961 році вступила до Донецького інституту радянської торгівлі. На базі цього інституту було відкрито Київський торговельно-економічний інститут, групу було переведено до Києва. У 1967 році закінчила цей навчальний заклад за спеціальністю “Технологія та організація громадського харчування”, отримавши кваліфікацію інженера-технолога. 
Трудову діяльність розпочала у Коломийському торгово-кулінарному училищі на посаді майстра виробничого навчання, згодом - викладача. У період 1964-1969 рр. працювала викладачем у Івано-Франківському технікумі радянської торгівлі, а з 1970 до 2002 року - у Київському торговельно-економічному інституті.

## Наукова діяльність
У період з 1972 по 1975 роки навчалась в аспірантурі Київському торговельно-економічному інституті, підготувавши і захистивши у 1977 році дисертаційну роботу на тему “Исследование влияния вибрационного замеса дрожжевого теста на качество хлебобулочных изделий”, здобувши науковий ступінь кандидата технічних наук.
З 1975 по 2002 роки працювала в Київському торговельно-економічному інституті на посадах асистента, викладача, старшого викладача, доцента, професора, виконувала обов’язки заступника декана та декана технологічного факультету, завідувача кафедри (з 1982 рік по 2002 рік).
З вересня 2002 року завідує кафедрою технології харчування Відкритого міжнародного університету розвитку людини «Україна».
Читала лекції  в Лейпцизькому інституті харчових технологій. Підготувала 9 кандидатів наук.
У 2001 році за цикл наукових робіт була відзначена Державною премією України в галузі науки і техніки.
Має 208 наукових праць, з них 4 монографії і 5 навчальних посібників, 8 авторських свідоцтв СРСР, один патент Росії, 5 патентів України.

## Відзнаки та нагороди
- Заслужений працівник освіти України,
- відзначена Почесною грамотою Кабінету Міністрів України,
- нагороджена медалями «До  1500-річчя Києва» та «Ветеран праці»